# Flygplanskollisionen över Olsberg
Flygplanskollisionen över Olsberg inträffade den 23 juni 2014 nära staden Olsberg i västra Tyskland när två tyska militärflygplan, en Eurofighter Typhoon och en av tyska flygvapnet hyrd Learjet 35A, kolliderade i luften i samband med en övning som de båda planen deltog i.
Learjeten störtade i samband med kollisionen och de båda piloterna, de enda ombord, omkom. Eurofightern skadades vid kollisionen, men kunde senare landa på Nörvenich flygbas, nära Köln.
Det var den första flygplanskollisionen i tyskt luftrum på tio år.